# شایعه شنیده شده
شایعه شنیده شده (انگلیسی: Heard It Through the Grapevine؛ کره‌ای: 풍문으로 들었소) یک مجموعه تلویزیونی محصول کره جنوبی سال ۲۰۱۵ با بازی یو جون سانگ، یو هو جونگ، لی جون و گو آه سونگ است. این مجموعه از ۲۳ فوریه تا ۲ ژوئن ۲۰۱۵، روزهای دوشنبه و سه‌شنبه ساعت ۲۱:۵۵ (کی‌اس‌تی) از اس‌بی‌اس برای ۳۰ قسمت پخش شد.

## بازیگران

### اصلی
- یو جون سانگ در نقش هان جونگ هو (۴۷)
- یو هو جونگ در نقش چوی یون هی (۴۵)
- لی جون در نقش هان این سانگ (۱۸)
- گو آه سونگ در نقش سو بوم (۱۸)

### مکمل
- جانگ هیون سونگ در نقش سو هیونگ شیک (۴۷)
- یون بوک این در نقش کیم جین ئه (۴۵)
- گونگ سونگ یون در نقش سو نو ری (۲۲)
- یه سو جونگ در نقش مادر جو یونگ
- جو مین کیونگ در نقش همکار نو ری
- جون سوک چان در نقش سو چول شیک (۴۳)
- پارک سو یونگ در نقش هان یی جی (۱۶)
- بک جی یون در نقش جی یونگ را (۴۵)
- جانگ هو ایل در نقش سونگ جه وون (۴۵)
- کیم هو جونگ در نقش اوم سو جونگ (۴۵)
- سو جونگ یون در نقش لی سون سوک (۴۳)
- لی سون جو در نقش هونگ گوم یون (۶۰)
- گیل هه یون در نقش یانگ جه هوا (۵۳)
- جانگ سو یون در نقش مین جو یونگ (۲۹)
- لی هوا ریونگ در نقش کیم ته وو (۳۵)
- پارک جین یونگ در نقش بک ده هون (۶۰)
- بک جی وون در نقش یو شین یونگ (۳۷)
- کیم کوان در نقش یون جه هون (۲۶)
- جونگ یو جین در نقش جانگ هیون سو (۱۸)
- کیم جونگ یونگ در نقش جونگ سون (۵۵)
- جونگ گا رام در نقش سونگ مین جه (۱۸)
- کیم هاک سون در نقش خدمتکار پارک (۵۸)